# Valentina con gli stivali
Valentina con gli stivali è la settima storia a fumetti di Valentina, celebre personaggio creato da Guido Crepax. È legata alle vicende de La forza di gravità, e con il successivo La Marianna la va in campagna costituisce l'arco narrativo delle Fiabe robotiche.

## Trama
Valentina è a Firenze assieme ad Arno Treves, e durante uno shooting è rapita da un gigantesco sconosciuto che le sottrae la macchina fotografica e la porta in un hotel. Qui, dopo averla legata con l'intento di vendicare Martha (il clone robotico antagonista de La forza di gravità), l'uomo l'abbandona. Arno libera Valentina, e scoprono che il rapitore è il Professor Frankstone, un celebre fisico.
A Milano, a una conferenza di Frankstone, i commenti sulla sua intelligenza straordinaria insospettiscono Valentina. Travestiti da figli dei fiori, Valentina e Arno ottengono un passaggio dall'uomo. Arrivati a casa di Frankstone, Valentina, intuendone la natura robotica, lo sfida a trasformarsi in un salice e poi in un gatto. Viene evidenziato come Frankstone sia un nuovo clone della sonda aliena (realizzato a immagine del giardiniere alla fine della vicenda precedente) la cui missione è fallita a causa dell'emotività mostrata nel voler vendicare Martha e nell'essere stato sedotto da Valentina. 

## Personaggi

### Valentina Rosselli
Fotografa milanese, è nuovamente coinvolta in un'avventura caratterizzata da robot, cloni e sogni surreali.

### Arno Treves
In questo episodio Arno è l'unico compagno di Valentina, in quanto Philip Rembrandt è rimasto in Russia in compagnia di Annuška dopo le vicende diValentina perduta nel paese dei sovieti.

### Professor Frankstone / Sonda spazialeNebulosa-3015
La sonda robotica, dopo aver clonato il corpo del giardiniere nel finale de La forza di gravità, assume l'identità del Professor Frankstone. Non riesce però ad ingannare Valentina, che lo manipola per farlo trasformare in un gatto. Per questo, i misteriosi alieni che la controllano, ne decretano l'esonero e la condannano a rimanere in questa forma, che Valentina decide di portare a casa come animale domestico.

## Pubblicazioni
- ALI BABA maggio 1968[1]
- Milano Libri (Valentina con gli stivali) ottobre 1970
- RCS (Volume 3) 2007
- Salani (Fiabe robotiche) 2010
- Mondadori (Volume 20) 2015